# 파리 이즈 버닝
파리 이즈 버닝(Paris Is Burning)은 미국에서 제작된 제니 리빙스턴 감독의 1990년 다큐멘터리 영화이다. 카멘 앤 브룩 등이 주연으로 출연하였고 제니 리빙스턴 등이 제작에 참여하였다.

## 출연

### 주연
- 카멘 앤 브룩
- 앙드레 크리스티앙